# Campeonato Italiano de Rugby 1970-71
El Campeonato de Rugby de Italia de 1970-71 fue la cuadragésimo primera edición de la primera división del rugby de Italia.

## Sistema de disputa
Los equipos se enfrentaron en condición de local y de visitante a cada uno de sus rivales.
El equipo que al finalizar el torneo se encuentre en la primera posición se declara automáticamente como campeón.
Mientras que los dos últimos equipos descenderán directamente a la segunda división.

## Desarrollo
- Tabla de posiciones:[1]

| Pos. | Equipo             | Encuentros | Encuentros | Encuentros | Encuentros | Tantos | Tantos | Tantos | Puntos |
| Pos. | Equipo             | PJ         | PG         | PE         | PP         | F      | C      | Dif    | Puntos |
| ---- | ------------------ | ---------- | ---------- | ---------- | ---------- | ------ | ------ | ------ | ------ |
| 1.º  | Petrarca Padova    | 22         | 16         | 3          | 3          | 259    | 94     | +165   | 35     |
| 2.º  | CUS Genova         | 22         | 12         | 4          | 6          | 263    | 175    | +88    | 28     |
| 3.º  | Fiamme Oro         | 22         | 12         | 3          | 7          | 230    | 120    | +110   | 27     |
| 4.º  | L'Aquila Rugby     | 22         | 10         | 4          | 8          | 174    | 163    | +11    | 24     |
| 5.º  | Treviso            | 22         | 10         | 4          | 8          | 195    | 205    | -10    | 24     |
| 6.º  | Frascati Rugby     | 22         | 11         | 0          | 11         | 169    | 181    | -12    | 22     |
| 7.º  | Rugby Parma        | 22         | 9          | 4          | 9          | 150    | 207    | -57    | 22     |
| 8.º  | Rugby Roma Olimpic | 22         | 8          | 4          | 10         | 172    | 211    | -39    | 20     |
| 9.º  | Rugby Rovigo       | 22         | 8          | 4          | 10         | 161    | 198    | -37    | 20     |
| 10.º | CUS Roma           | 22         | 8          | 3          | 11         | 163    | 184    | -21    | 19     |
| 11.º | CUS Napoli         | 22         | 7          | 0          | 15         | 147    | 232    | -85    | 14     |
| 12.º | Amatori Catania    | 22         | 2          | 5          | 15         | 88     | 201    | -113   | 7      |

|  | Campeón.                 |
|  | Descendido a la Serie B. |

| Bandera de Italia |
| Campeón Petrarca  |
| Segundo título    |